# Umalakotid
Umalakotid est une île d'Estonie en mer Baltique.

## Géographie
Elle se situe au Nord de Kurgurahu et fait partie du parc national de Vilsandi. 